# NVI F.K.32
Il NVI F.K.32 fu un biplano monomotore da addestramento sviluppato dall'azienda aeronautica olandese Nationale Vliegtuig Industrie negli anni venti del XX secolo, e rimasto allo stadio di prototipo.

## Storia del progetto
Dopo la sua costituzione la produzione aeronautica della Nationale Vliegtuig Industrie di Den Haag non riscosse il successo sperato, nonostante fossero stati messi in produzione i modelli F.K.31, F.K.32, F.K.33 e F.K.34.
Per sostituire gli addestratori Avro 504 in servizio presso la Militaire Luchtvaart van het Koninklijk Nederlandsch-Indisch Leger, l'ufficio tecnico della NVI, diretto dall'ingegnere Frederick Koolhoven, progettò un aereo da addestramento biplano, equipaggiato con motore rotativo Clerget 9B, che fu designato F.K.32. Il prototipo andò in volo per la prima volta il 28 aprile 1925. Nell'ambito della sostituzione degli Avro 504 la MLKN-IL acquistò un Fokker S.IV e un Morane-Saulnier AR, e nel 1924 la NVI sperò di vendere il suo F.K.32, offrendolo gratuitamente, ma la difficoltà di consegnare l'aereo nelle Indie orientali olandesi portò all'annullamento del programma. La sostituzione degli Avro 504 incontrò notevoli difficoltà, perché le prestazioni dell'S.IV e del Morane-Saulnier AR furono considerate insufficienti, e i 504 rimasero in servizio ancora per molto tempo. La sorte finale del prototipo dell'F.K.32 è sconosciuta.

## Descrizione tecnica
Aereo da addestramento, biplano, monomotore, biposto, di costruzione lignea. La configurazione alare, detta sesquiplana, prevedeva due ali di diversa apertura, collegate tra loro con otto coppie di montanti a V, rinforzati da cavi d'acciaio. I montanti  a V rovesciata, inclinati, siti sulla parte anteriore e posteriore dell'abitacolo erano collegati al longherone per formare una cabina, ed erano collegati tra di loro da un montante trasversale di rinforzo. I montanti a V che collegavano la fusoliera all'ala, si attaccavano a quest'ultima appena la di fuori dei due serbatoi di carburante, posizionati sul lato inferiore.
L'ala superiore era montata alta a parasole, mentre l'inferiore si trovava bassa sulla fusoliera. Le ali erano leggermente rastremate, ed avevano le estremità arrotondate. La fusoliera, posizionata a livello dell'ala inferiore, era costruita in legno. L'impennaggio di coda era del tipo classico monoderiva, dotato di piani orizzontali controventati, posizionati al di sopra della parte terminale della fusoliera. Quest'ultima aveva forma rettangolare.
Il carrello d'atterraggio era un triciclo classico a V, fisso, ed integrato posteriormente da un pattino d'atterraggio.
L'aereo era biposto dotato di una cabina di pilotaggio aperta, e posti in tandem, destinati all'allievo pilota e all'istruttore/passeggero. La visibilità in alto era garantita da un apposito spacco posto sul bordo di uscita dell'ala superiore.
La propulsione era affidata ad un motore rotativo Clerget 9B a 9 cilindri raffreddati ad aria, erogante la potenza di 130 hp (97 kW), azionante un'elica bipala. Il velivolo saliva a 3 864 m in 17 minuti.

### Periodici
- (FR) L'avion ecole Koolhoven Type F.K.32, moteur Clerget 130 CV, in Les Ailes: journal hebdomadaire de la locomotion aérienne, n. 242, Paris, 4 février 1926,  pp. 2-3.
- (EN) A Dutch Training Plane, in Aviation. The Oldest American Aeronautical Magazine, n. 13, New York, Gardner Publishing & Co. Inc., 29 march 1926,  p. 451.